# Capriate San Gervasio
Capriate San Gervasio là một đô thị ở tỉnh Bergamo, vùng Lombardia, Italia.
Đô thị này nằm ở mũi nam của đảo Bergamasca, một cù lao do các sông Adda và Brembo tạo ra. Đô thị này có 3 frazioni (đơn vị cấp dưới): San Gervasio d'Adda (bắc), Capriate d'Adda (trung) và Crespi d'Adda. Làng sau cùng là một di sản thể giới.